# Битва при Теламоні
Битва при Теламоні відбулася між Римською республікою і союзом гальських племен в 225 р. до н.е..Римляни на чолі з консулами Гаєм Атілієм Регулом і Луцієм Емілієм Папом здобули перемогу над об'єднанням племен на чолі з Конколітаном і Анероестом.
Ще з IV ст. до н. е. Галльські племена північної Італії зіткнулися з Римською республікою, яка розширюється. У 225 р. до н.е., Бої уклали союзи з таврами —галльськими племенами північної Італії та племенами з усіх Альп. Пан-гальська армія завдала удару по Риму, але їх перехопили три могутні римські армії. Біля мису Теламона переважаючі гали почали стійку боротьбу, але в кінцевому рахунку зазнали поразки. Битва при Теламоні ознаменувала остаточне підкорення Римом  північної Італії.

## Передумови
Після спалення та звільнення Риму в 390 р. до н.е. Галльські племена північної Італії неодноразово вступали в сутички з Римською республікою. Рим прийняв війну галлів і в 284 р. до н.е. Сеон виграв і повністю спустошив їхні землі. Потужний Боїй, який жив на північ від Сенонів, в свою чергу вторгся в римське ядро. Однак битви зазнали поразки, і в 282 р. до н.е. сторони погодилися на мирну угоду. Минуло 50 років, аби землі Сенона відновились достатньо для поселення римських громадян. Створення римської колонії Сени Галлакії вздовж узбережжя хвилювало Боїв, які виправдано побоювалися подальших римських проникнень у Галлію Цисальпіну (на південь від Альп). Виросло нове покоління Боїв, "повне невиразної пристрасті і абсолютно без досвіду страждань і небезпек". Вони були готові відновити війну з Римом. Бої шукали допомоги в галльських племен на північ від Альп, але їх перша спроба закінчилася сваркою, під час якої двоє царів Трансальпіни були вбиті. Однак у північно-західній Італії потужні інсубри були готові битися з боями. Бої та інсубри разом відправили послів по Альпах, на цей раз звертаючись по допомогу до гейсатів, що оселилися біля Рона. Посли заманювали царів Ґезета Конколітана та Анероста казками про галльську доблесть та золотими дарами, невеликим зразком того, що можна було пограбувати у римлян. "У жодному разі цей район Галії не висилав такої великої сили чи одного з людей, настільки видатних або настільки войовничих", - писав Полібій.

## Підготовка до війни

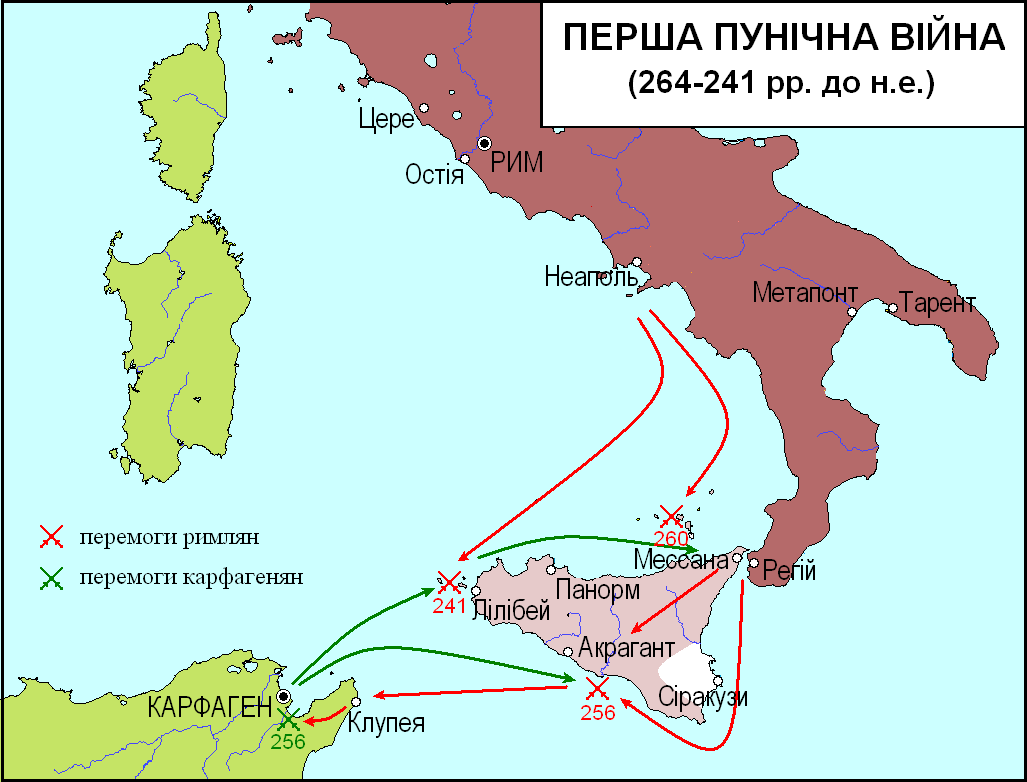
Перша Пунічна війна

У 225 році до н.е. Ґезета перетнув Альпи, щоб приєднатися до своїх союзників - тепер включаючи контингент Тавришів з південних схилів Альп - на рівнині річки По. Не всі племенаЦізальпійської Галліїї хотіли війни з Римом. Проримські венети та кеномани загрожували землям племен, що йшли на боротьбу з Римом. Таким чином, коаліція Бої повинна була забезпечити, щоб достатньо воїнів залишалося позаду, щоб захистити свою батьківщину. Незважаючи на це, зібрана армія, була найбільшою загально-галльською армією, яка будь-коли марширувала на Рим: понад 20 000 кінноти та 50 000 піхоти. На відміну від двох століть тому, коли Рим був звільнений галлами, Рим був вже не просто містом-державою, а республікою, яка заклала фундамент імперії. Після консолідації своїх держав над півостровною Італією, Рим вийшов переможцем у Першій Пунічній війні  і зарекомендував себе як велика держава Середземномор’я. Загартована в боях з безліччю народів, римська армія стала більшою і кращою. Загроза галльської армії страшила всю півостровну Італію і спонукала зібрати десятки тисяч солдатів на допомогу римлянам. До римських легіонів приєдналися союзницькі Сабіни, Самніти, Лукани, Марсі та інші пплемена. Понад 150 000 осіб були готові до бою під римським прапором в складі трьох армій, розміщених в Етрурії, на узбережжі Адріатики та на Сардинії.

## Битва при Фазулах

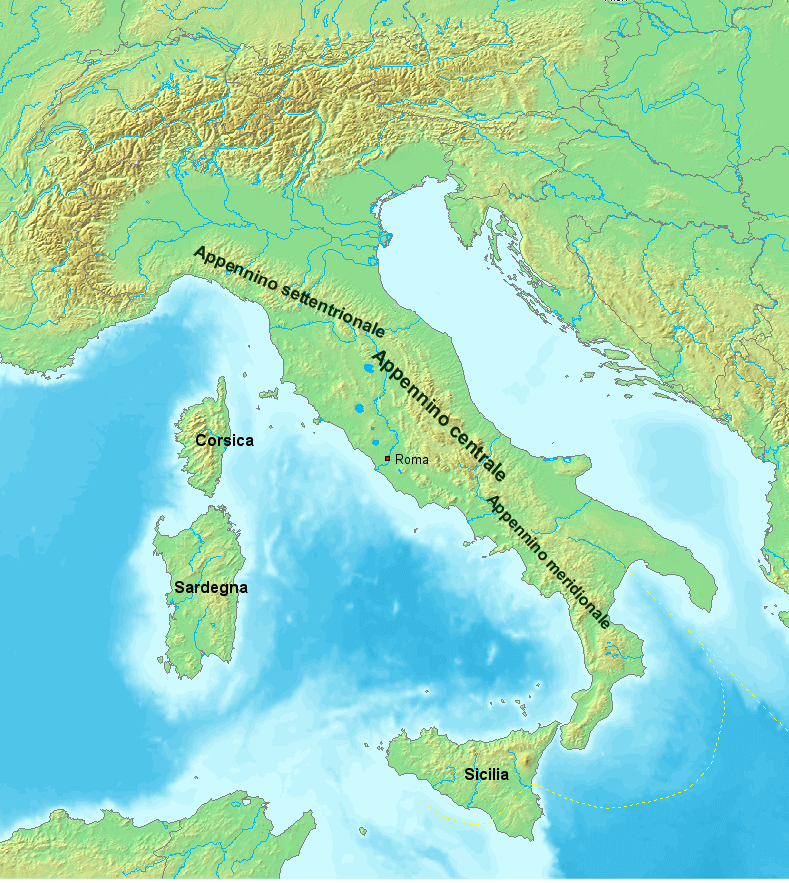
Апенінський півострів

Галли увійшли в Етрурію стежкою через північні Апенніни. Не зіткнувшись з супротивником, вони грабували по дорозі до Риму. Коли галли були за три дні дороги до міста, їхні розвідники повідомили, що за ними стоїть велика римська армія. Це був той, з Етрурії, і на заході сонця втягнувся в поле зору галій. Поки обидві армії облаштовувалися в таборах на ніч, галли роздумували що робити. На їхню думку римська армія, мабуть, мала значні розміри, бо замість того, щоб запропонувати битву, гали придумали засідку. Вночі галльська піхота вирушила до сусіднього міста Фазули. Вранці римляни побачили лише кінноту. Припускаючи, що піхотинці втекли, римляни атакували галльську кінноту, яка почала відступати в бік Фазулів. Під час гонитви за галльською кіннотою римляни потрапили в засідку галльської піхоти, що атакувала з лісів та чагарників поблизу Фазулів. Галльська кіннота кружляла навколо, так що римляни потрапили між піхотою та кіннотою. Але дисципліна та тренування римських солдатів зіграли своє: легіони та їхні союзники змогли здійснити бойовий відступ. Хоча римляни зазнали втрат, основна частина армії змогла досягти оборонного становища на сусідньому пагорбі. Тут вони відбивались від галлів, котрі, після нічного переходу позавчора, були ще більше виснажені боєм у гору. Не маючи змоги вибити римлян, галли відступили б і віддалилися, щоб відновитись від боїв, залишивши трохи кінноти, щоб стежити за римлянами. Тим часом консул Луцій Емілій Пап, командувач римської армії на Адріатиці, отримав  повідомлення про галльське вторгнення і переправив свої сили на Апенніни. Він прибув одразу після битви при Фазулах. Коли на землю спускалася ніч, був створений табір. Прибуття армії Луція Емілія природно, заохочував римлян на горі і, навпаки, створювало головну проблему для галлів. Оскільки гали вже взяли численних рабів, велику рогату худобу та грабунок, король Анероест з Гейсета подумав, що було б розумніше повернутися на батьківщину з тим, що вони вже мали, і пізніше повернутися до боротьби з римлянами. Таким чином, вночі галльська армія вкотре вислизнула в темряву. Закриті римлянами на півночі та лісистими пагорбами на сході та заході, гали вирушили на південь. Наступного дня дві римські армії об'єдналися і пішли за відступаючими галіями. Коли місцевість відкрилася біля озера Больсена, гали вдарили на захід до етурійського узбережжя. Добравшись до узбережжя, вони рушили назад на північ, сподіваючись досягти річки По та їх батьківщини. Римська армія, така ж громіздка з власним обозом для постачання, слідувала за галльською армією.

## Мис Теламон

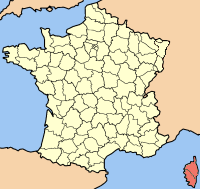
Корсика

До цього часу третя римська армія з Сардинії проплила на північ, повз Корсику і рушила на материк до Пізи. В цей момент командувач римської армії, консул Гай Атілій Регул зрозумів, що гали вже не є загрозою Риму, і захоплений, розграбований намагався втекти назад додому. Регула пішов на південь, сподіваючись перехопити галів. Римська розвідувальна партія пішла вперед і захопила галльських шпигунів, які змушені були розкрити поточне становище своєї армії. Регул був задоволений; галльська армія була би стиснута і знищена між двома римськими арміями. Він наказав своїм трибунам йти вперед в бойовому порядку.

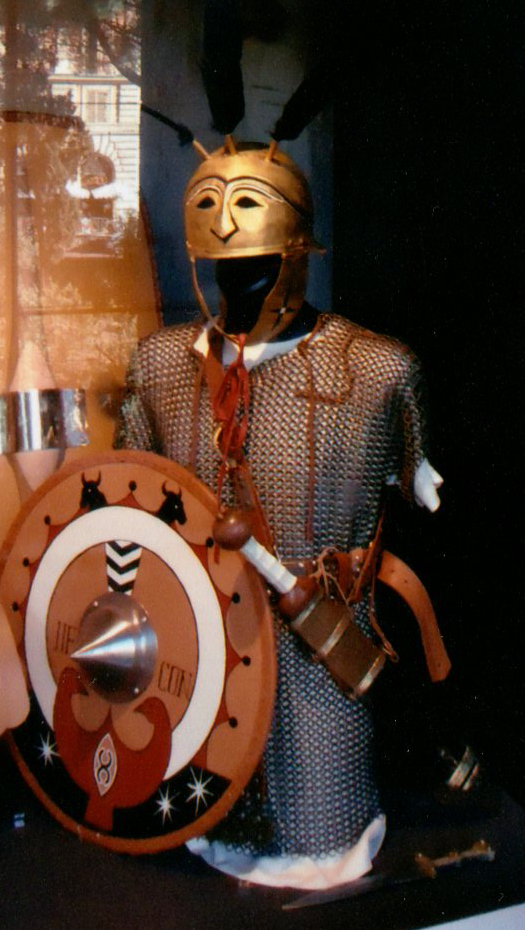
Тріарії

Між римською та галльською арміями, біля мису Теламона, біля дороги стояв ніжний пагорб. Прагнучи здобути пагорб перед галлами, Регул особисто повів свою кавалерію на пагорб. Галльська армія ще не знала про нову римську загрозу з півночі. Сприймаючи римську кінноту на шляху до пагорба, гали думали, що позаду їх кіннота Папа. Гали відправили власну кінноту та легких лучників, щоб окупувати гору, і взяли в бій деяких полонених. В'язні сказали їм похмуру правду; вони збиралися потрапити між двома гігантськими римськими арміями. Цього разу не було шляху для втечі для галів. Бої та Таври сформувалися, щоб зустріти армію Регула, що наближалася вперед. Гесатаї та Інсубри кружляли назустріч армії Папа, що виходила ззаду. На флангах утворилися галльські колісниці та фургони, поки невеликий загін відправив здобич до сусідніх пагорбів. На придорожньому пагорбі вирувала блискавка кавалерії. Регулу було завдано смертельного удару, і жалюгідний трофей його голови перенесли назад до галльських царів. Проте галлів мало часу похвалитись про смерть Регула для армії Папа, як тільки він прибув на місце події. Пап вивів своїх легіонів, щоб зіткнутися з галлами, і послав свою кінноту на допомогу римській кінноті, що займається на пагорбі. Римська піхота тепер розмірила своїх ворогів. Хоча вони були добре навчені та озброєні, римські легіонери були громадянами, стягуваними з населення під час війни. Вони не були професійними солдатами. Для них ворогом були дикі варвари. [Римляни] жахнулися від прекрасного розпорядження кельтського господаря і жахливого дина, бо там було незліченна кількість рогачів і трубачів, і, як уся армія одночасно кричала своїми воєнними криками, було таке Колись звук, здавалося, що не тільки труби та солдати, а й усі країни були голосом і накричали крик. Галльські воїни набирали сміливості, кричали та жестикулювали списами, мечами та щитами. Останній був їхньою основною обороною, як правило, овальний і розписаний закрученими візерунками. Багато людей також носили бронзові шоломи, прикрашені рогами, шлейфами або кельтським символом війни, колесом. Лише начальники та воїни ноти похвалилися поштовими обладунками. Більшість носили типові різнокольорові, картаті штани та плащі, популярні серед галлів. Не такі Ґезета, які в прояві мужності та єдності з природою вступали в бій голими, носячи лише свої крутячі моменти, рукоятки та браслети.Римські консули відкрили битву з легкими військами, які протікали через прогалини маніпуляцій, 60-120-сильних первинних тактичних підрозділів римських легіонів. Тисячі військових, що носили на своїх шоломах шкури вовків, барсуків та інших тварин, несли маленькі круглі щити, кидали свої маленькі ковпаки на передній ранг галій. Списам і стропам галлів не вистачало дальніх обстрілів, і таким чином галльські воїни притулилися за великими щитами, в той час як смертоносні римські ракети свистали серед них. Найбільше страждали голі Ґезета. Розлючені своєю безсильністю, найсміливіші з них вибігали вперед, але були підбиті косами, перш ніж вони змогли зайти в ворогів. Земля тремтіла під волоцюгою десятків тисяч легіонерів, коли маніпулятори просувалися на галльську орду. Розв'язался ще один залп із джаліном на галлів. Залізні голівки їх важкого ковпакового стовбура були колючими і залишалися застряглими в галльських щитах.
У той час як гали намагалися вирвати ковпаків зі своїх щитів, хастати витягли короткі мечі та зарядили.Галли розмахували своїми потужними мечами великими дугами, розколюючи щити і кусаючись у бронзу римських шоломів. Римляни, в свою чергу, кололи своїми короткими мечами. Потрібно менше місця на одного воїна, вони представили більш щільну стіну щита.  Хастати також носили нагрудні знаки, а друга та третя римські лінії, принципи та триарії, носили ланцюжок. Завдяки майстерності, грубій силі та мужності переважаючий і оточений галлів тримався. Деякий час навіть виглядало так, що битва може йти в будь-який бік. Однак бій на кавалерії на пагорбі вже закінчився римською перемогою. Галльська кіннота втекла, залишивши римських вершників вільними, щоб прийти на допомогу своїм товаришам на рівнині внизу. У горі римські коні гриміли, їхні списи пробивались у фланги галльської піхоти. Галли розбили паніку, але, пронизані з усіх боків, були розрізані на частини.

## Наслідки
40 000 галів були вбиті та 10 000 захоплені в рабство. Серед полонених був і цар Конколітан. Король Анероест втік, але переможений горем закінчився, взявши власне життя. Пап відправив галльську здобич до Риму, щоб повернути її власникам. Потім він повів свою армію до земель Боїв до точної помсти, спалення та вбивства. Пап повернувся додому, щоб відсвяткувати римський тріумф, демонструючи награбовану здобич і полонених.
У ряді походів, що послідували за битвою при Теламоні, римляни розбили галльський опір на півночі Італії. Після римської перемоги в Кластидії, в 222 р. до н.е., більшість галів піддалася римському правлінню. Галльський опір відновився після вторгнення Ганнібала в Італію і тривав ще десять років після Другої Пунічної війни. Останні здалися  в 191 році до н. е. Відмовившись жити під римським ярмом, вони побродили до Дунайського регіону, де дали ім’я Богемії. Римські дороги та колонії поширилися по всій Цісальпінській Галії, яка до середини ІІ століття до н.е. вже стала італійською.